# Anna d'Hongria (consort d'Andrònic II)
|  | No s'ha de confondre amb Anna d'Hongria. |

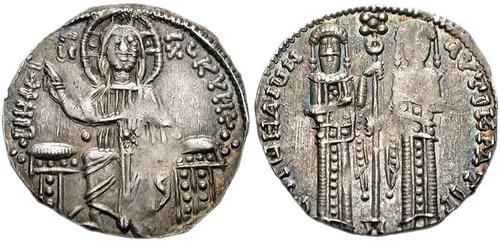
Moneda amb l'efígie d'Andronic II i Miquel IX

Anna d'Hongria, que va néixer cap al 1260 i va morir potser el 1281, era una princesa d'Hongria i Croàcia, filla d'Esteve V d'Hongria i d'Isabel Cumana.
El 8 de novembre de 1273, Anna es va casar amb Andrònic II Paleòleg, emperador romà d'Orient, fill i hereu de Miquel VIII Paleòleg.
Segons Jordi Paquimeres, el matrimoni va tenir dos fills:
- Miquel IX Paleòleg, coemperador amb el seu pare.
- Constantí Paleòleg, dèspota.

Anna va morir abans que el seu marit es convertís en emperador l'any 1282. Tots els emperadors de la Dinastia dels Paleòlegs abans de la caiguda de Constantinoble el 1453 descendien d'ella a través del seu fill Miquel.